# Sierra Negra (Mexique)
Pour les articles homonymes, voir Sierra Negra.
La sierra Negra en français : « montagne Noire » est un stratovolcan actif situé au Mexique, dans la cordillère Néovolcanique. Culminant à 4 580 mètres d'altitude, il est l'un des sommets les plus élevés du pays, et avoisine le point culminant national, le pic d'Orizaba, qui se trouve à plus de 7 km au nord-est. La sierra Negra est située sur le territoire de la municipalité de Chalchicomula de Sesma, dans l'État de Puebla.